# Beim Nervenarzt
Beim Nervenarzt, anderer Titel Kalte Füße ist ein deutscher Kurzfilm mit Karl Valentin und Liesl Karlstadt aus dem Jahr 1936.

## Handlung
Briefträger Meier erzählt Nervenarzt Professor Dr. Feurich von seinen Problemen mit dem wütenden Bäckermeister Fröhlich. In einer Rückschau ist zu sehen, wie Meier zunächst vom Bäcker verlangt, eine Brezel als zwanzig Zentimeter hohes, mit Zuckerguss überzogenes B zu backen. Fröhlich präsentiert ihm ein lateinisches B , doch Meier ist damit nicht zufrieden, denn er will eines in deutscher Schrift haben. Als der Bäckermeister ihm sodann ein B in Sütterlinschrift übergibt, verlangt Meier jedoch ein kleines b von ihm, das in den beiden Schriftarten identisch ist. Als das b endlich zufriedenstellend ausfällt, isst Meier es sofort auf.
Professor Feurich zeigt Verständnis für Meiers Nöte und testet unter anderem dessen Patellarsehnenreflex. Dieser funktioniert, nicht jedoch die verlangte Kniebeuge, da Meiers Steißbein verletzt ist. Der Arzt will mehr darüber erfahren, und so erzählt Meier eine zweite Geschichte: In einem Restaurant möchte er sich Würstchen bestellen, da erlebt er wie ein Gast, der nach dem Essen nicht bezahlen konnte, per Fußtritt hinausgeworfen wird. Umgehend ändert Meier seine Bestellung und tafelt ausgiebig. Als er fertig ist, stellt er sich in Erwartung des fälligen Fußtritts an die Tür und ruft: „Ober, zahlen!“ 
Der amüsierte Professor kann seinem Patienten mitteilen, dass er eigentlich ganz gesund sei. Doch Meier hat noch ein letztes Problem, nämlich kalte Füße und bittet den Arzt um eine Medizin. Feurich versichert ihm, er selbst brauche in diesem Falle nur seine Frau zu umarmen und zu küssen, worauf Meier fragt, wann die Frau Doktor denn Zeit habe.